# Центральний Комбо
Центральний Комбо — один з 6 районів округу Західний Гамбії. Населення — 84 315 (2003). Фульбе — 12,84 %, мандінка — 49,18 %, 21,78 % — Діола (1993).